# Joseph Winiwarter
Joseph Maximilian Ritter von Winiwarter (ur. 14 kwietnia 1780 w Kremsie, zm. 18 stycznia 1848 w Wiedniu) – austriacki prawnik, rektor i dziekan Uniwersytetu Lwowskiego, honorowy obywatel miasta Lwowa.
W latach 1806–1827 wykładał prawo cywilne na Uniwersytecie Lwowskim. Rektor tej uczelni w latach 1818-1819. W 1810 otrzymał urząd cenzora, w 1822 tytuł c.k. radcy. Od 1827 był dziekanem i wykładowcą na Uniwersytecie Wiedeńskim. Opublikował i przetłumaczył liczne prace z dziedziny prawa państwowego. Otrzymał szlachectwo II stopnia (Ritter).
31 lipca 1827 rada miejska Lwowa przyznała mu tytuł honorowego obywatela miasta. W liście do laureata napisano: Jeżeli znamienite talenta i prawdziwe zasługi mają słuszne do wdzięczności prawo, zatem Wielmożny Pan Dobrodziej nabyłeś bezsprzecznie takowego do wdzięczności tutejszej stolicy.